# Colville National Forest
Der Colville National Forest ist ein National Forest im Nordosten des US-Bundesstaates Washington. Er wird im Westen vom Okanogan National Forest und im Osten vom Kaniksu National Forest begrenzt. Im Forest selbst finden sich das Little Pend Oreille National Wildlife Refuge und das Lake Roosevelt National Recreation Area. Die nächstgelegene Stadt ist Colville.

## Beschreibung
Der Forest umfasst ein gebirgiges Gebiet mit den Gebirgszügen Kettle River Range und Selkirk Mountains, außerdem die den Oberlauf des Columbia River. Im Forest vorkommende Wildtiere sind Grizzlybär und Amerikanischer Schwarzbär, Mackenzie-Wolf, Dickhornschaf, Nordamerikanischer Puma, Weißkopfseeadler, Kanadischer Luchs, Elch, Kanadischer Biber, Seetaucher und die letzte verbliebene Herde von Karibus in den Lower 48 der Vereinigten Staaten.
Der Forest hat eine Gesamtfläche von 4.451,54 km². Eine Studie des Forest Service schätzt den Primärwald-Bestand auf 85.991 ha. In absteigender Reihenfolge der Flächenanteile liegt der Forest in Teilen der Countys Ferry, Pend Oreille und Stevens. Die Hauptverwaltung befindet sich in Colville. Es gibt Ranger-Bezirksbüros in Kettle Falls, Metaline Falls, Newport und Republic.
Der Großteil der Salmo-Priest Wilderness liegt innerhalb des Colville National Forest, die Südost-Region jedoch erstreckt sich in den Kaniksu National Forest hinein.

## Weitere Schutzgebiete
Der Pacific Northwest National Scenic Trail durchquert den Colville National Forest. Er erreicht den Forest an der Ostseite in der Salmo-Priest Wilderness, quert das Little Pend Oreille National Wildlife Refuge am Boundary Dam, durchquert Leadpoint und Northport, überschreitet dann die Kettle Range und verlässt den Forest nahe Republic. Der Sullivan Lake Trail, als National Recreation Trail 1978 ausgewiesen, verläuft über 6,9 km zwischen 2 Campingplätzen im Forest.